# 凡河内国造
凡河内国造（おおしこうちのくにのみやつこ・おおしこうちこくぞう・おおしかわちのみやつこ・おおしかわちのこくぞう）は、凡河内国を支配した国造。

## 概要

### 表記
『先代旧事本紀』「国造本紀」に凡河内国造とあり、その他凡川内国造や大河内国造とも表記する。

### 祖先
- 『先代旧事本紀』「国造本紀」では神武朝に彦己曽保理命を国造に任命したとされる。
- 『古事記』上巻では天津彦根命が凡川内国造の祖とされる。

### 氏族
凡河内氏（おおしかわちうじ、姓は直）。天武天皇12年(683年)に連に、14年に忌寸になり、後には宿禰を与えられた者もいた。

## 本拠
摂津国西部または河内国中部。

### 支配領域
国造の支配領域は当時凡河内国と呼ばれた地域、後の河内国、和泉国、摂津国に相当する。ただし同国内には三野県主、茅渟県主、猪名県主、志幾県主、紺口県主、三嶋県主など複数の県が置かれており、支配領域が上記三国と全く同一ということではない。
現在の大阪湾を掌握していたため、渡来人を統率し、ヤマト政権においては外交に活躍していたと思われる。

## 氏神
河内国魂神社か。

### 関連神社
- 座摩神社
大阪府大阪市に鎮座する式内社で、摂津国一宮を称する。社家の渡辺氏は凡河内宿禰の後裔。

## 子孫
- 大河内味張
古墳時代の豪族。安閑天皇に領地を献上しなかったため、罰せられたという。
- 凡河内躬恒
平安時代の歌人。三十六歌仙の一人。紀貫之とともに『古今和歌集』の代表歌人。
- 広峯氏
播磨国広峯神社の社家。